# 奇留努約克山
13°39′11″S 71°04′51″W / 13.65306°S 71.08083°W
奇留努約克山（Chiriunuyoc），是秘魯的山峰，位於該國東南部庫斯科大區，由基斯皮坎奇省的馬爾卡帕塔區負責管轄，屬於韋爾卡努塔山脈的一部分，海拔高度約4,800米。